# Pennspinning

Olika pennsnurrningstrick.

Pennspinning, pen spinning eller pennsnurrning, är ett trick där man snurrar en penna runt fingrarna. Särskilt konstruerade pennor används oftast vid snurrandet.[källa behövs]
Det finns ett stort antal trick som kan göras, och ofta kombineras de till en lång följd av trick. Det vanligaste tricket är att snurra pennan runt sin tumme.